# Boleslav I van Bohemen
Boleslav I "Ukrutný" (de Verschrikkelijke) (ca. 910 – 15 juli 972) was hertog van Bohemen.
Boleslav kwam op de troon door de moord op zijn broer Wenceslaus de Heilige in 929 (ook 935 wordt genoemd). Volgens sommige bronnen was dit een bewuste staatsgreep die hij samen met zijn moeder had beraamd. Volgens andere bronnen was het een uit de hand gelopen ruzie tijdens een feestmaal waar Boleslav oprecht spijt van had. In ieder geval deed hij als teken van berouw de gelofte dat zijn pasgeboren tweede zoon een geestelijke zou worden. Boleslav versterkte de Boheemse staat en kerk en stuurde zijn dochter Mlada (een non) naar Rome om toestemming te vragen om Praag tot bisdom te maken. Hij breidde zijn macht uit over delen van Moravië, Opper-Silezië en de Lausitz, maar dit was van tijdelijke aard. Wel werd Praag een belangrijke schakel in de handel tussen Duitsland en het oosten. Onder zijn bewind werden de eerste Boheemse denariën geslagen.
Boleslav was formeel een Duitse hertog en had een uitstekende verstandhouding met koning Hendrik de Vogelaar, die zijn hertogen veel zelfstandigheid liet. Hendriks zoon Otto I werd in 936 koning en begon direct met een politiek van centralisatie, ten koste van de hertogen. Dit leidde ertoe dat in 936 gevechten uitbraken tussen Bohemen en Duitse legers in Thüringen, waarbij Boleslav een nederlaag moest incasseren. In 940 gaf hij gijzelaars aan Otto en in 950 sloten Otto en Boleslav vrede, waarbij Boleslav Otto als zijn koning huldigde. In 954 waren er nog wat incidenten tussen Otto en Boleslav maar in 955 vocht hij aan Duitse zijde tijdens de Slag op het Lechveld tegen de Hongaren. Ook hielp hij Otto om een Slavische opstand te onderdrukken.
Boleslav was een zoon van hertog Vratislav I en Drahomíra van Stodor. Hij trouwde met Bagiota (901 - na 957), een vrouw van onbekende herkomst. Zij kregen de volgende kinderen:
- Boleslav II
- Strahkwas (28 september 929 - 996). Monnik te Regensburg onder de naam Christianus, kandidaat voor de positie van bisschop van Praag in 995.
- Dubravka
- Mlada, kreeg in 967 in Rome toestemming van de paus om het Sint Joris klooster in Praag te stichten en werd daar abdis onder de naam Maria